# Cerebrale visuele inperking
Cerebrale visuele inperking (CVI), (Engels, Cerebral visual impairment), is een gebrek aan beeldverwerkingscapaciteit in de hersenen.
CVI kan veroorzaakt worden door o.a. zuurstoftekort tijdens of vlak na de geboorte. Daarbij treedt dan beschadiging op van de neurologische paden waarover de beeldverwerking plaatsvindt. In grote lijnen zijn er twee belangrijke paden te onderscheiden, de dorsale en de ventrale stroom.
Normaal gesproken wordt voor de beeldverwerking de informatie in een aantal verschillende stromen gesplitst. De ene stroom houdt zich bezig met "wat" iets is, de andere stroom met "waar" iets is. Beschadigingen aan de dorsale stroom leiden tot problemen met de bepaling van het "waar". Beschadigingen aan de ventrale stroom leiden tot problemen met het "wat", maar ook met gezichtsherkenning en dus met "wie".